# باولا إسبينوزا
باولا ميلاجروس إسبينوزا سانشيز (من مواليد 31 يوليو 1985) غطاسة مكسيكية ومثلت المكسيك في أولمبياد صيف 2004 في أثينا ، ودورة الألعاب الأولمبية الصيفية لعام 2008 في بكين ، حيث كانت حاملة علم فريقها الوطني ، ودورة الألعاب الأولمبية الصيفية 2012 في لندن

## روابط خارجية
- باولا إسبينوزا على موقع الاتحاد الدولي للسباحة (الإنجليزية)
- باولا إسبينوزا على موقع قاعدة بيانات الغوص IAT (الألمانية)
- باولا إسبينوزا على موقع اللجنة الأولمبية الدولية (الإنجليزية)
- باولا إسبينوزا على موقع أوليمبيديا (الإنجليزية)